# Mary Cullen
Mary Teresa Cullen (* 17. August 1982 in Sligo) ist eine ehemalige irische Leichtathletin, die sich auf den Langstreckenlauf spezialisiert hat. Ihren größten Erfolg feierte sie mit dem Gewinn der Bronzemedaille über 3000 Meter bei den Halleneuropameisterschaften 2009 in Turin.

## Sportliche Laufbahn
Erste internationale Erfahrungen sammelte Mary Cullen bei den Crosslauf-Weltmeisterschaften 1999, bei denen sie nach 25:01 min auf dem 91. Platz im Juniorinnenrennen einlief. Zudem gelangte sie im selben Jahr bei den erstmals ausgetragenen Jugendweltmeisterschaften in Bydgoszcz mit 9:53,81 min auf Rang 29 im 3000-Meter-Lauf. Bei den Crosslauf-Weltmeisterschaften 2000 in Malmö wurde sie nach 14:17 min 66. im U20-Rennen und im selben Jahr begann sie ein Studium am Providence College in den Vereinigten Staaten. Bei den Crosslauf-Europameisterschaften 2005 in Tilburg lief sie nach 20:22 min auf dem elften Platz im Einzelrennen ein und im Jahr darauf wurde sie NCAA-Collegemeisterin im 5000-Meter-Lauf. Zudem gelangte sie anschließend bei den Europameisterschaften in Göteborg mit 15:25,80 min auf den zwölften Platz über 5000 Meter. Im Dezember wurde sie bei den Crosslauf-Europameisterschaften in San Giorgio su Legnano nach 25:54 min 14. im Einzelrennen. 2007 belegte sie bei den Halleneuropameisterschaften in Birmingham in 9:00,42 min den siebten Platz über 3000 Meter und im August verpasste sie bei den Weltmeisterschaften in Osaka mit 15:40,53 min den Finaleinzug über 5000 Meter. Bei den Crosslauf-Europameisterschaften 2008 in Brüssel belegte sie nach 28:04 min den vierten Platz im Einzelrennen und im Jahr darauf gewann sie bei den Halleneuropameisterschaften in Turin in 8:48,47 min die Bronzemedaille über 3000 Meter hinter der Türkin Alemitu Bekele und Sara Moreira aus Portugal. Zudem gelangte sie im Dezember bei den Crosslauf-Europameisterschaften in Dublin nach 28:45 min auf den zwölften Platz. Bei den Crosslauf-Weltmeisterschaften 2013 in Bydgoszcz lief sie nach 25:42 min auf dem 27. Platz ein und 2016 beendete sie ihre aktive sportliche Karriere im Alter von 34 Jahren.
In den Jahren 2006 und 2007 wurde Cullen irische Meisterin im 1500-Meter-Lauf sowie 2005 und 2015 über 5000 Meter. Zudem wurde sie 2011 Hallenmeisterin über 1500 Meter.

## Persönliche Bestleistungen
- 1500 Meter: 4:15,96 min, 2. Juli 2011 in Cork
  - 1500 Meter (Halle): 4:19,25 min, 20. Februar 2011 in Belfast
  - Meile: (Halle): 4:32,29 min, 20. Januar 2007 in New York City
- 3000 Meter: 8:48,17 min, 15. Juli 2007 in Sheffield
  - 3000 Meter (Halle): 8:43,74 min, 13. Februar 2009 in Boston
- 5000 Meter: 15:19,04 min, 13. April 2007 in Walnut
  - 5000 Meter (Halle): 15:18,34 min, 7. Februar 2009 in Boston
- 10.000 Meter: 32:21,42 min, 29. April 2007 in Palo Alto